# Edward Pawlikowski
Edward Marian Pawlikowski (ur. 8 września 1909 r. w Wierzbnikach) – podpułkownik dyplomowany, pilot, dowódca 663. Dywizjonu Samolotów Artylerii, uczestnik walk w Afryce i północnych Włoszech, dwukrotnie odznaczony Krzyżem Walecznych. 

## Życiorys
W 1931 r. ukończył Publiczne Gimnazjum nr 28 im. Marszałka Józefa Piłsudskiego w Łodzi i zgłosił się do odbycia służby wojskowej w Wojsku Polskim. Został przyjęty do Szkoły Podchorążych Rezerwy Artylerii we Włodzimierzu Wołyńskim, po jej ukończeniu w 1932 r. został przydzielony do 75. pułku piechoty na praktykę. Następnie został przyjęty do Szkoły Podchorążych Artylerii w Toruniu. 15 sierpnia 1934 r. został promowany na stopień podporucznika i otrzymał przydział do 4. pułku artylerii ciężkiej. Pełnił funkcję dowódcy plutonu II dywizjonu. W 1938 r. został awansowany na stopień porucznika. Od początku 1939 r. dowodził plutonem w 4. baterii. W lutym odszedł na stanowisko zastępcy dowódcy szkoły podoficerskiej 4. pac. Po sierpniowej mobilizacji objął stanowisko nowo formowanej 6. baterii 4 pułku.
Podczas kampanii wrześniowej walczył w składzie tego pułku w rejonie Bełchatowa oraz Skierniewic. Do niewoli niemieckiej został wzięty po kapitulacji twierdzy Modlin, osadzono go w obozie przejściowym w Działdowie. Już 19 października 1939 r. został zwolniony z niewoli. Postanowił przedostać się do jednostek Wojska Polskiego odtwarzanych na zachodzie, dotarł tam przez Słowację i Węgry. 
Służył w Karpackim pułku artylerii, w jego składzie przeszedł szlak bojowy Samodzielnej Brygady Strzelców Karpackich. Został przeniesiony do pułku artylerii ciężkiej, od 11 listopada służył w dowództwie artylerii 2 Korpusu. Stamtąd 11 listopada 1943 r. został przeniesiony do 6. pułku artylerii lekkiej ale już 7 grudnia powrócił do dowództwa artylerii Korpusu. Został skierowany do Wyższej Szkoły Wojennej, po jej ukończeniu skierowano go na szkolenie lotnicze do 62. Air School of South African Air Force. Został wytypowany na dowódcę nowo tworzonego dywizjonu samolotów współpracujących z artylerią korpusu, dlatego też skierowano go na dodatkowe szkolenie na Kursie Wyszkolenia Technicznego Polskich Sił Zbrojnych w Eboli.
Po ukończeniu szkolenia 21 grudnia 1944 r. objął dowództwo nad 663. Dywizjonem Samolotów Artylerii. Pod jego dowództwem jednostka ta działała początkowo na rzecz 10. Korpusu Brytyjskiego, od 13 lutego 1945 r. wzięła udział  w walkach 2 Korpusu w północnych Włoszech. Dowództwo nad dywizjonem zdał 29 października 1946 r., w momencie rozwiązania jednostki. Po demobilizacji nie zdecydował się na powrót do Polski, pozostał na emigracji. Początkowo przebywał w Wielkiej Brytanii, następnie w 1948 r. wyemigrował do Argentyny. Dalsze jego losy nie są znane.

## Ordery i odznaczenia
Za swą służbę otrzymał odznaczenia:
- Krzyż Walecznych – dwukrotnie,
- Złoty Krzyż Zasługi z Mieczami,
- Odznaka Pilota Samolotów Artylerii.